# Campinense Clube
Campinense Clube er en brasiliansk fodboldklub fra byen Campina Grande, i staten Paraíba.

## Titler
Statslige
- Campeonato Paraibano: (20) 1960, 1961, 1962, 1963, 1964, 1965, 1967, 1971, 1972, 1973, 1974, 1975, 1979, 1980, 1991, 1993, 2004, 2008, 2012, 2015

| Fodbold | Spire Denne artikel om en fodboldklub er en spire som bør udbygges. Du er velkommen til at hjælpe Wikipedia ved at udvide den. |

7°13′10″S 35°54′10″V / 7.2194°S 35.9029°V